# William Cunningham (9e comte de Glencairn)
Pour les articles homonymes, voir William Cunningham et Cunningham.
William Cunningham, 9e comte de Glencairn (en gaélique écossais : Uilleam Coineagan) (1610-1664), est un noble écossais, Lord chancelier d'Écosse et un cavalier. Il est également le chef du clan Cunningham.
Fils aîné de William Cunningham, 8e comte de Glencairn, le 21 juillet 1637, il obtient une ratification du roi Charles Ier, en vertu du Royal Sign Manual, des lettres patentes originales de Glencairn de 1488.
Il est admis au Conseil privé d'Écosse et, en 1641, est nommé commissaire au Trésor.

## Royaliste
Le comte soutient la cause royaliste de son roi et, en 1643, se joint au duc de Hamilton et aux comtes de Lanark et de Roxburgh pour s'opposer à l'envoi d'une armée écossaise en Angleterre pour aider l'armée parlementaire anglaise. Pour cette loyauté, il reçoit une lettre personnelle (maintenant publiée) du roi.
Il est nommé Lord Justice General par le Parlement en 1646. Il est au courant et aurait « participé de bon cœur » à la tentative de sauvetage de Charles Ier en 1648, et est par la suite privé de ce poste par le parlement le 15 février 1649, en vertu de l'Acte des Classes. Le parlement, maintenant dominant, à la demande du procureur public, adopte un décret, le 2 mars 1650, annulant les lettres patentes originales de Glencairn de 1488 (Ce qui est abrogé à la Restauration).
Glencairn mène alors une insurrection dans les Highlands en 1653 en faveur du roi Charles II, lorsque le général Monck prend possession de l'Écosse. En janvier 1654, il est chargé par Charles II de commander les forces royales dans toute l'Écosse, comptant quelque 3 500 hommes, en attendant l'arrivée du général Middleton. L'insurrection de cette année-là est généralement connue sous le nom de « le soulèvement de Glencairn »,  bien qu'il remette plus tard son commandement à Middleton. À peu près à cette époque, Glencairn et le lieutenant-général George Munro (1er de Newmore) (en) se battent en duel avec des pistolets et des épées à deux milles au sud de Dornoch. Munro perd mais n'est que blessé. Middleton place d'abord le comte en état d'arrestation, mais le comte quitte l'armée quinze jours plus tard.
Il est ensuite arrêté par Monck en 1655, qui lui permet plus tard de rentrer chez lui. Glencairn est exclu de l'Acte de grâce de Cromwell.

## Restauration
Il est l'un des pairs que Monck convoque à la Convention alors qu'il s'apprête à rentrer en Angleterre en 1659. C'est lors de cette Convention que Glencairn demande à Monck de se déclarer pour un parlement libre.
À la restauration, Glencairn sert le roi Charles II à Londres, et est de nouveau conseiller privé et nommé shérif principal d'Ayrshire. Le 19 janvier 1661, il est nommé Lord Chancelier d'Écosse à vie, à la suite de la démission de John Campbell (1er comte de Loudoun) (en).
Glencairn est chancelier de l'Université de Glasgow à partir de 1660 et est l'un des principaux conseillers du rétablissement de l'Église épiscopalienne écossaise. Il n'est pas, cependant, opposé au presbytérianisme, et les disputes amères qui s'ensuivent entre les deux factions religieuses, et en particulier contre James Sharp, archevêque de St Andrews l'affligent grandement et affectent sa santé.
Le comte meurt à Belton, East Lothian, le 30 mai 1663, à l'âge de 54 ans. Selon certaines sources, il aurait été enterré, en grande pompe, dans l'allée sud-est de la Cathédrale Saint-Gilles d'Édimbourg, le 28 juillet suivant. Il a une fille, Margaret, qui épouse en 1662, John Hamilton (2e Lord Bargany), un descendant de James Hamilton, 2e comte d'Arran (1517-1575). Selon d'autres sources,  il n'est pas enterré dans la cathédrale St Giles d'Édimbourg. La légende raconte que sa femme a fait enlever la tête et par amour l'a gardée avec elle. Elle est enterrée dans l' allée Glencairn à Kilmaurs et le chef du comte est enterré avec elle.

## Famille
Cunningham épouse Ann Ogilvy, la fille de James Ogilvy, 1er comte de Findlater, en 1637 et ils ont quatre fils et quatre filles,.
- Guillaume, décédé à l'âge de dix-huit ans[3]
- James, qui épouse Elizabeth Hamilton, fille de William Hamilton (2e duc de Hamilton), mais est décédé avant son père[3]
- Alexandre, qui succède à son père en tant que comte[3]
- John, qui succède à son frère Alexandre en tant que comte[3]
- Jean, qui épouse William Boyd, 1er comte de Kilmarnock[3]
- Margaret, qui épouse John Hamilton, 2e Lord Bargany[3]
- Anne, décédée célibataire[3]
- Elizabeth, qui épouse William Hamilton de Colestoun[3]

Après la mort de sa première femme en 1661 de la rougeole il épouse la fille d'Alexander Montgomerie (6e comte d'Eglinton), Margaret Montgomery. Elle est veuve de John Hay (1er comte de Tweeddale). Ils n'ont aucun enfant,.